# Марко Минчев
 Тази статия е за чорбаджи Марко от Ябланица.  За Вазовия литературен герой вижте Марко Иванов (Под игото).  
Марко Минчев Йотов (чорбаджи Марко от Ябланица) е крупен български търговец и ханджия, член на Революционния комитет, създаден от Васил Левски в Ябланица.

## Биография
Роден е през 1820 г. Женен е за Вуна Драганова. Баща е на Мико Марков, Иван Марков, Гета и Найда Маркови и Димитър Яблански. 
Чорбаджи Марко е крупен търговец и ханджия в Ябланица. Важен дял в икономиката на селото по време на османското владичество заемала търговията с добитък, която била в ръцете на фамилията Марковци. Марко Минчев е закупувал от Ябланския край предимно биволи, които откарвал за пласиране в Цариград. Около 1850 г. той отворил търговски дюкян-бакалница. В своята книга „Миналото“ Стоян Заимов описва по живописен начин дюкяна и безбройните стоки, вносно и местно производство, по полиците и долапите. Резюмирано на съвременен език, магазинът на Марко Минчев е бил универсален, защото в него е имало хранителни стоки, манифактурни стоки, железария. За съжаление Стоян Заимов не отразява в книгата си реалната личност на чорбаджи Марко, а създава от него литературна фигура.
Ханът на чорбаджи Марко е бил на горния етаж, над дюкяна, и поради местоположението на Ябланица на ключово място за пътуващите от дунавските градове към София е бил много посещаван.
Той е член на Революционния комитет в Ябланица, създаден от Васил Левски в края на 1870 г.  Синът му Мико Марков безспорно е бил основна фигура – според различни източници секретар , касиер  или председател  на комитета, но според показанията на секретаря на Димитър Общи – Васил Бошаранов пред Съдебно-следствената комисия в София, именно Марко Минчев е бил председателят на Ябланския революционен комитет.  Това се приема и от други изследователи.
Заседанията на Ябланския революционен комитет първоначално се провеждали в една от стаите на чорбаджи Марковия хан, а след това поради турските подозрения били преместени на по-закътано място, у Иван Цоков Вълков. Васил Левски е отсядал неколкократно в Марковата къща, също и Димитър Общи. Чорбаджи Марко изпраща малкия си син Димитър да учи при приятеля си Тодор Пеев – един от най-образованите възрожденци и революционер, който от 1870 до 1872 е учител в родното си Етрополе и същевременно председател на тамошния Революционен комитет. 
По време на Руско-турската война ген. Гурко пристигнал в Ябланица и бил настанен в къщата на Марко Минчев, а щабът му – в къщата на Велю Минчев, брат на Марко. Там е изработен планът за зимното преминаване на Балкана.
Къщата и ханът на Марко Минчев и синовете му все още съществуват; но тези, които са дарени на читалището, са напълно неподдържани и са пред срутване (макар и обявени за паметник на културата).
Марко Минчев е правил толкова силно впечатление на съвременниците си със своя външен вид, че са запазени няколко негови описания:
- Екатерина Каравелова: „Ами дядо Марко от село Ябланица, когото настигнахме из пътя. Докато Петко [Каравелов] приятелски се разговаряше с него, аз с учудване разглеждах неговата снажна фигура, широки плещи – и грамадни емении [половинки обувки с ниски токове – б.ред.], с една от които две деца удобно седнали би могли да преплуват Искъра. Той бил баща на красавеца офицер Димитър Марков Яблански.“[4]
- Стоян Заимов: „На бой [на ръст] е висок, на месо пълен, на кокали широк, на изглед хубавец, телосложение прекрасно, по осанка (каефет) внушителен.“[3]

Марко Минчев (чорбаджи Марко) почива през 1889 г. Като знак на признание и почит е погребан в двора на църквата, близо до апсидата.